# Sparkasse Frankenmarkt

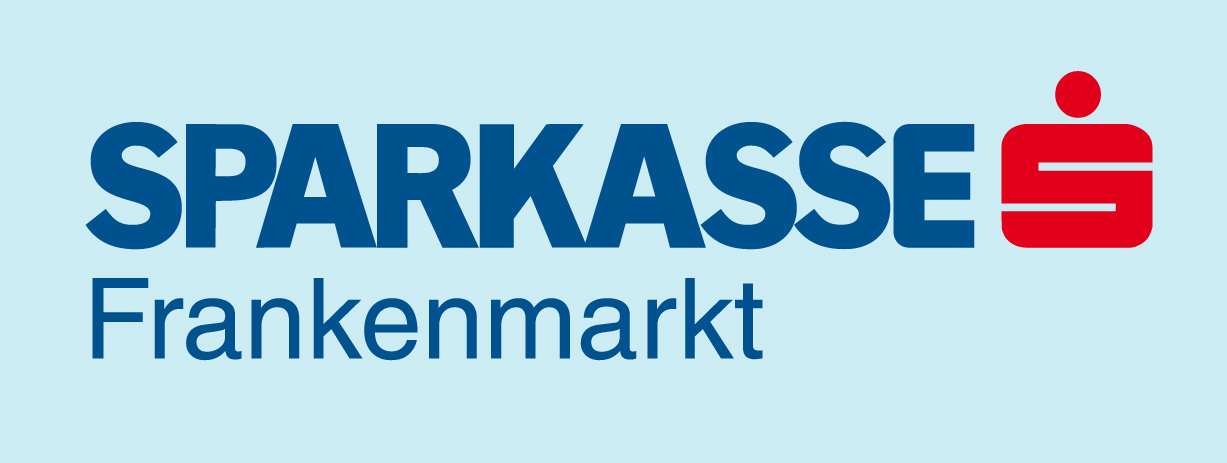
Logo der Sparkasse

Die Sparkasse Frankenmarkt AG ist ein oberösterreichisches Bankunternehmen mit Sitz in Frankenmarkt und Teil der Sparkassengruppe in Österreich. Sie entstand 1894 als Gemeindesparkasse. Die Sparkasse ist Mitglied des Kooperations- und Haftungsverbundes der österreichischen Sparkassen und des Österreichischen Sparkassenverbands.

## Gründungsgeschichte
Der Plan zur Gründung einer Sparkasse konkretisierte sich endgültig in der Sitzung der Marktcommune Frankenmarkt vom 6. August 1893, als die Errichtung einer Sparkasse in Frankenmarkt einstimmig beschlossen wurde.
Die Genehmigung der Statuten erfolgte am 1. September 1894 durch die „Oberösterreichische Statthalterei“ aufgrund der Ermächtigung des K.K. Ministeriums des Innern vom 19. Mai 1892.
Die Sparkasse Frankenmarkt gehört zu den wenigen Sparkassen Österreichs, die von einer Marktcommune unter deren Haftung und unter der allgemeinen Haftung der Gemeinde Frankenmarkt errichtet wurde. Zusätzlich leistete die Marktcommune Frankenmarkt durch Verpfändung ihres 95 Joch großen Asang- oder Marktwaldes die Garantie für Einlagen und deren Verzinsung bis zum Höchstbetrag von 10.000 Gulden solange, bis der Reservefonds der Sparkasse 5 % der gesamten Sparkasseneinlagen erreichte.
Die erste und zugleich konstituierende Sitzung des Sparkassen-Ausschusses fand am 21. September 1894 statt. Dieser bestand aus zwölf Mitgliedern, wovon neun die Marktcommune Frankenmarkt und drei die Gemeinde Frankenmarkt entsendete. Als ihren Vorsitzenden wählten sie das Communalmitglied Johann Gastinger. Der Bürgermeister der Haftungsgemeinde gehörte ohne Wahl dem Sparkassen-Ausschuss an. Aus diesem wurde die Direktion gebildet, welche aus fünf Direktoren bestand, die aus ihrer Mitte einen Vorsitzenden und einen Kanzleivorsteher zu bestellen hatten. Erster Kanzleivorsteher wurde der Advokat Friedrich Peyrer und Vorsitzender des Direktoriums der Marktcommune-Vorsitzende Franz Nußdorfer.
Zum landesfürstlichen Comissär in der Sparkasse ernannte die Oberösterreichische Statthalterei den K.K. Steuereinnehmer Josef Degn.
Als Tag der Eröffnung wurde der 1. Jänner 1895 bestimmt. Das Kundeneinzugsgebiet der Sparkasse umfasste den gesamten Gerichtsbezirk Frankenmarkt.

## Bauliche Entwicklung der Hauptanstalt
Die Sparkasse nahm ihren Geschäftsbetrieb 1895 im Hause des Gründungsmitglieds und Advokaten Friedrich Peyrer in Frankenmarkt, Hauptstraße 62, auf.
Aus Platzgründen übersiedelte sie 1923 in das Gebäude des Bezirksgerichtes und blieb dort bis zum Jahre 1956.
Bereits 1941 erwarb die Sparkasse die Liegenschaft Hauptstraße 26 zu dem Zweck, darauf ein eigenes Sparkassenhaus zu errichten.
Infolge der Kriegswirren dauerte es schließlich bis November 1956, bis das neue, dreigeschoßige Sparkassengebäude eröffnet werden konnte.
Anfang der 1970er Jahre verließ der letzte Mieter das bis dahin bewohnte Obergeschoß. Nun konnte der Plan umgesetzt werden, mehr Raum für Kundeneinrichtungen schaffen zu können. Rechnungswesen, Zahlungsverkehr und Sitzungszimmer wurden in den frei gewordenen 1. Stock verlegt und das gesamte Erdgeschoß stand nun für Serviceeinrichtungen und Kundenberatungen zur Verfügung. Über 1000 Kunden besuchten 1976 am „Tag der offenen Tür“ die neu renovierte Sparkasse.
Einen großzügigen und umfassenden Umbau gab es in Frankenmarkt 1997, als zwei
eingeschoßige Erweiterungsbauten stilgerecht in das Gesamthaus einbezogen wurden. Nunmehr war eine völlige Neuorganisation der Geschäftsabläufe möglich geworden. Vorstandsbereich, Kreditabwicklung und Risikomanagement wurden auf einer Ebene im Erdgeschoß angesiedelt und rund um die Schalterzone entstanden fünf Beratungsräume. Sozial- und Seminarräume für die Mitarbeiter sowie ein in der Größe veränderbarer Veranstaltungssaal befinden sich nun im Obergeschoß.

## Zweigstellen
Nacheinander entstanden im Einzugsgebiet der Sparkasse Zweigstellen in Frankenburg am Hausruck (1977), St. Georgen im Attergau (1985) und Vöcklamarkt (1991).

## Wichtige Ereignisse
1991 erfolgte die Errichtung einer Aktiengesellschaft und 1999 die Umwandlung der Anteilsverwaltungssparkasse Frankenmarkt in die Privatstiftung Sparkasse Frankenmarkt.

## Gemeinnützige Projekte
- 1936: Übernahme des gesamten Zinsendienstes für ein Darlehen, welches die Gemeinde zur Errichtung der Hauptschule Frankenmarkt aufgenommen hatte.
- 1971: Bereitstellung eines Grundstücks für den Bau des Pensionistenheims in Frankenmarkt (Kaufpreis EUR 18.700,-).
- 1973: Kostenbeitrag in Höhe von EUR 7.500.- für den Bau einer Freizeitanlage mit Fußballplatz, Schwimmbad und Leichtathletikanlagen.
- 1980: Die Gründung des Roten Kreuzes Frankenmarkt wurde mit der Bereitstellung eines Rettungsautos im Wert von EUR 17.300,- unterstützt.
- 1994: Für die Errichtung einer Sporthalle in Frankenmarkt mit diversen Sportanlagen wurde ein 16.000 m² großes Grundstück angekauft und der Marktgemeinde Frankenmarkt kostenlos zur Verfügung gestellt (Kaufpreis EUR 367.000,-).
- 1997: Die Freiwillige Feuerwehr Frankenmarkt erhielt ein Grundstück zum Bau ihres Feuerwehrhauses im Wert von EUR 170.700,-.
- 2001: Essen auf Rädern: Für diese soziale Einrichtung wurden zwei Autos im Wert von EUR 20.000,- angekauft.
- 2002: Die Sanierung des Kirchturms der Pfarre Frankenmarkt wurde mit einem Betrag von EUR 14.500,- unterstützt.
- 2000: Ankauf des „Sterrerhauses“ im Wert von EUR 129.000,- zur Errichtung eines Probenraumes für die Marktmusikkapelle und für die Jugendwohlfahrt Frankenmarkt.
- 2004: Ausstattung der Sporthalle für die Abhaltung von Konzerten: Die Marktgemeinde Frankenmarkt wurde mit einem Betrag von EUR 40.000,- unterstützt.
- 2007: Für die Errichtung eines Beachvolleyballplatzes stellte die Sparkasse einen Betrag von EUR 10.000,- zur Verfügung.
- 2007: EDV-Anlage um EUR 3.200,- für das Museum im Schloss Stauff.

## Sponsoring
Sponsorverträge bestehen u. a. mit der Landesmusikschule Frankenmarkt, dem Kulturforum Frankenmarkt und dem TSV-Sparkasse Frankenmarkt, welche regelmäßige Förderbeiträge erhalten.